# الدقه وذار (يهر)

تعديل مصدري - تعديل

الدقة + ذار هي إحدى قرى عزلة يهر بمديرية يهر التابعة لمحافظة لحج، بلغ تعداد سكانها 56 نسمة حسب تعداد اليمن لعام 2004.